# USS Icefish (SS-367)
USS Icefish (SS-367) là một  tàu ngầm lớp Balao được Hải quân Hoa Kỳ chế tạo trong Chiến tranh Thế giới thứ hai. Nó là chiếc tàu chiến duy nhất của Hải quân Hoa Kỳ được đặt cái tên này, theo tên mọi loài trong họ Cá ngần. Nó đã phục vụ trong suốt Thế Chiến II, thực hiện tổng cộng năm chuyến tuần tra và đánh chìm hai tàu Nhật Bản với tổng tải trọng 8.404 tấn. Được cho ngừng hoạt động sau khi xung đột chấm dứt vào năm 1946, nó được nâng cấp trong khuôn khổ Dự án GUPPY IB để chuyển cho Hà Lan và tiếp tục phục vụ như là chiếc HNLMS Walrus (S802) từ năm 1953 đến năm 1971. Con tàu cuối cùng được hoàn trả cho Hoa Kỳ và bị bán để tháo dỡ vào năm 1971. Icefish được tặng thưởng bốn Ngôi sao Chiến trận do thành tích phục vụ trong Thế Chiến II.

## Thiết kế và chế tạo
Thiết kế của lớp Balao được cải tiến dựa trên  tàu ngầm lớp Gato dẫn trước, là một kiểu tàu ngầm hạm đội có tốc độ trên mặt nước cao, tầm hoạt động xa và vũ khí mạnh để tháp tùng hạm đội chiến trận. Khác biệt chính so với lớp Gato là ở cấu trúc lườn chịu áp lực bên trong dày hơn, và sử dụng thép có độ đàn hồi cao (HTS: High-Tensile Steel), cho phép lặn sâu hơn đến 400 ft (120 m). Con tàu dài 311 ft 9 in (95,02 m) và có trọng lượng choán nước 1.526 tấn Anh (1.550 t) khi nổi và 2.424 tấn Anh (2.463 t) khi lặn. Chúng trang bị động cơ diesel dẫn động máy phát điện để cung cấp điện năng cho bốn động cơ điện, đạt được công suất 5.400 shp (4.000 kW) khi nổi và 2.740 shp (2.040 kW) khi lặn, cho phép đạt tốc độ tối đa 20,25 hải lý trên giờ (37,50 km/h) và 8,75 hải lý trên giờ (16,21 km/h) tương ứng. Tầm xa hoạt động là 11.000 hải lý (20.000 km) khi đi trên mặt nước ở tốc độ 10 hải lý trên giờ (19 km/h) và có thể hoạt động kéo dài đến 75 ngày.
Tương tự như lớp Gato dẫn trước, lớp Balao được trang bị mười ống phóng ngư lôi 21 in (530 mm), gồm sáu ống trước mũi và bốn ống phía phía đuôi tàu, chúng mang theo tối đa 24 quả ngư lôi. Vũ khí trên boong tàu gồm một hải pháo 4 inch/50 caliber, một khẩu pháo phòng không Bofors 40 mm nòng đơn và một khẩu đội Oerlikon 20 mm nòng đôi, kèm theo hai súng máy .50 caliber. Trên tháp chỉ huy, ngoài hai kính tiềm vọng, nó còn trang bị ăn-ten radar SD phòng không và SJ dò tìm mặt biển. Tiện nghi cho thủy thủ đoàn bao gồm điều hòa không khí, thực phẩm trữ lạnh, máy lọc nước, máy giặt và giường ngủ cho hầu hết mọi người, giúp họ chịu đựng cái nóng nhiệt đới tại Thái Bình Dương cùng những chuyến tuần tra kéo dài đến hai tháng rưỡi.
Icefish được đặt lườn tại xưởng tàu của hãng Manitowoc Shipbuilding Company ở Manitowoc, Wisconsin vào ngày 4 tháng 9, 1943. Nó được hạ thủy vào ngày 20 tháng 2, 1944, được đỡ đầu bởi bà Stanley P. Mosely, và được cho nhập biên chế cùng Hải quân Hoa Kỳ vào ngày 10 tháng 6, 1944 dưới quyền chỉ huy của Hạm trưởng, Trung tá Hải quân Richard Ward Peterson.

## Lịch sử hoạt động

### 1944
Sau khi hoàn tất việc chạy thử máy tại hồ Michigan, Icefish di chuyển dọc theo sông Mississippi để đến New Orleans, Louisiana, nơi nó tiếp tục huấn luyện trước khi lên đường, băng qua kênh đào Panama để đi sang khu vực Thái Bình Dương. Đi đến Trân Châu Cảng vào ngày 22 tháng 8, 1944, nó được phân về Lực lượng Tàu ngầm Hạm đội Thái Bình Dương dưới quyền Phó đô đốc Charles A. Lockwood, và sau đó tham gia một đội tấn công phối hợp "Bầy sói" biệt danh "Banister's Beagle's" vốn bao gồm các tàu ngầm Sawfish (SS-276) và Drum (SS-228), đặt dưới quyền chỉ huy của Trung tá Hải quân Alan B. Banister.

#### Chuyến tuần tra thứ nhất
Khởi hành vào ngày 9 tháng 9 cho chuyến tuần tra đầu tiên trong chiến tranh, Icefish đi đến khu vực eo biển Luzon và biển Đông. Trong tháng 10, Icefish cùng với Drum đã đánh chìm tổng cộng 26.901 tấn tàu bè đối phương tại khu vực giữa biển Hoa Đông, giữa Luzon và Đài Loan, và dọc bờ biển Nam Trung Quốc. Vào ngày 22 tháng 10, đang khi lặn dưới nước lúc 08 giờ 55 phút, nó bắt gặp hai tàu tuần dương hạng nặng lớp Myōkō được ba tàu khu trục hộ tống, nhưng chiếc tàu ngầm không thể di chuyển đến vị trí thuận lợi để tấn công. Sang ngày hôm sau, chiếc tàu ngầm thành công trong việc đánh chìm chiếc tàu chở hàng Tenshin Maru (4.236 tấn) tại tọa độ 19°31′B 118°10′Đ / 19,517°B 118,167°Đ; Rồi đến ngày 26 tháng 10, nó tiếp tục đánh chìm chiếc tàu chở hàng Taiyo Maru (4.168 tấn) tại tọa độ 19°04′B 120°36′Đ / 19,067°B 120,6°Đ. Nó kết thúc chuyến tuần tra khi quay trở về căn cứ tại Majuro ở quần đảo Marshall vào ngày 13 tháng 11.

#### Chuyến tuần tra thứ hai
Icefish khởi hành từ Majuro vào ngày 8 tháng 12 cho chuyến tuần tra tiếp theo, hoạt động phối hợp cùng các tàu ngầm Spot (SS-413) và Balao (SS-285). Chuyến đi kéo dài 43 nhưng không mang lại kết quả, và con tàu buộc phải quay trở về Trân Châu Cảng vào ngày 20 tháng 1, 1945 do gặp trục trặc kỹ thuật.

### 1945

#### Chuyến tuần tra thứ ba
Cùng với các tàu ngầm Sawfish và Kingfish (SS-234), Icefish khởi hành từ Trân Châu Cảng vào ngày 20 tháng 2 cho chuyến tuần tra thứ ba tại khu vực biển Hoa Đông, về phía Đông và Đông Bắc Đài Loan. Vào lúc này mục tiêu tiềm năng đã trở nên hiếm hoi, và chiếc tàu ngầm kết thúc chuyến tuần tra kéo dài 60 ngày mà không có kết quả, khi nó quay trở về căn cứ tại Apra Harbor, Guam.

#### Chuyến tuần tra thứ tư
Trong chuyến tuần tra thứ tư, Icefish chuyển sang hoạt động tại khu vực Hải Nam, Hong Kong, Đài Loan, vịnh Thái Lan và biển Java. Một lần nữa trong suốt thời gian 46 ngày nó không bắt gặp một mục tiêu nào có giá trị. Dù sao vào ngày 7 tháng 6, nó đã phối hợp với một thủy phi cơ PBY Catalina trong hoạt động giải cứu sáu thành viên đội bay Không lực ngoài khơi bờ biển Đài Loan. Nó quay trở về căn cứ tại Fremantle, Australia vào ngày 4 tháng 7 để được tái trang bị.

#### Chuyến tuần tra thứ năm
Icefish khởi hành từ Fremantle vào ngày 29 tháng 7 cho chuyến tuần tra cuối cùng. Trên đường đi vào ngày 7 tháng 8, nó bắt gặp một thuyền buồm nhỏ chạy động cơ diesel, với thủy thủ đoàn gồm hai người Nhật Bản và bảy người khác. Một người Nhật nhảy xuống biển thay cho bị bắt làm tù binh, những người còn lại bị bắt giữ, và chiếc thuyền bị đánh chìm bằng hải pháo. Sau khi Nhật Bản chấp nhận đầu hàng vào ngày 15 tháng 8, giúp chấm dứt vĩnh viễn cuộc xung đột, nó kết thúc chuyến tuần tra khi đi đến Tanapag Harbor, Saipan vào ngày 22 tháng 8.
Icefish khởi hành từ Saipan vào ngày 1 tháng 9 để quay trở về Hoa Kỳ, về đến San Francisco vào ngày 18 tháng 9. Con tàu được cho xuất biên chế tại Xưởng hải quân Mare Island vào ngày 21 tháng 6, 1946, và được đưa về Hạm đội Dự bị Thái Bình Dương.

### HNLMSWalrus(S802)

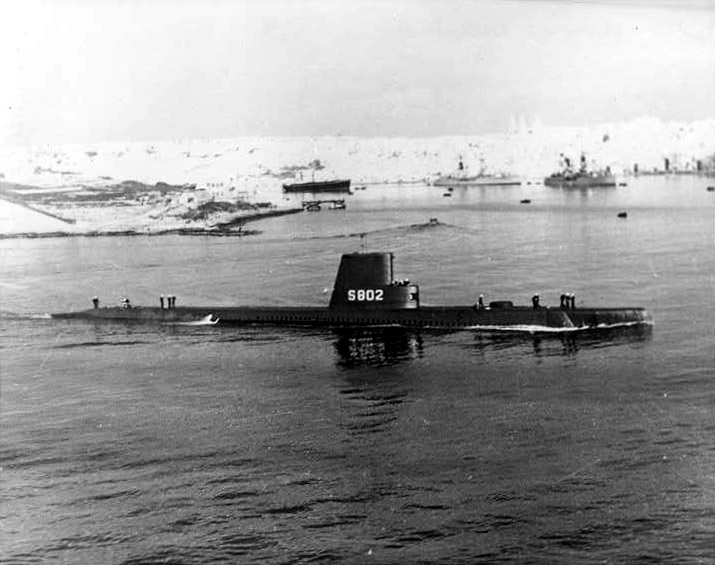
Tàu ngầm Walrus (S802) vào khoảng năm 1953-1971.

Được cho nhập biên chế trở lại tại Xưởng hải quân Mare Island vào ngày 5 tháng 6, 1952, Icefish băng qua kênh đào Panama để đi sang vùng bờ Đông, đi đến Groton, Connecticut vào ngày 14 tháng 7. Tại đây nó được cho xuất biên chế vào ngày 29 tháng 7, 1952 và được hiện đại hóa trong khuôn khổ Chương trình Công suất đẩy dưới nước lớn hơn (GUPPY IB), giúp cải thiện đáng kể tốc độ lặn dưới nước và tầm xa hoạt động.
Hoàn tất việc nâng cấp và nhập biên chế trở lại vào ngày 10 tháng 12, 1952, Icefish tiến hành chạy thử máy và thử nghiệm cho đến ngày 21 tháng 2, 1953, khi nó xuất biên chế và được chuyển giao cho Hà Lan trong khuôn khổ Chương trình viện trợ quân sự. Con tàu nhập biên chế cùng Hải quân Hoàng gia Hà Lan như là chiếc HNLMS Walrus (S802), trở thành tàu chiến đầu tiên của Hải quân Hà Lan mang cái tên này, được đặt theo tên loài hải mã.
Sau khi ngừng hoạt động, con tàu trên danh nghĩa được hoàn trả cho Hoa Kỳ, rút tên khỏi danh sách Đăng bạ Hải quân Hoa Kỳ vào ngày 15 tháng 7, 1971, và được bán cho hãng A.J. Van Den Kooy N.V. tại Pijnacker để tháo dỡ vào ngày 12 tháng 11, 1971.

## Phần thưởng
Icefish được tặng thưởng bốn Ngôi sao Chiến trận do thành tích phục vụ trong Thế Chiến II. Nó được ghi công đã đánh chìm hai tàu Nhật Bản với tổng tải trọng 8.404 tấn.
|  |                                                       |  |
|  | Bronze star · Bronze star · Bronze star · Bronze star |  |

| Dãi băng Hoạt động Tác chiến  |                                                                         |                                      |
| Huân chương Chiến dịch Hoa Kỳ | Huân chương Chiến dịch Châu Á-Thái Bình Dương với 4 Ngôi sao Chiến trận | Huân chương Chiến thắng Thế Chiến II |